# Gräberfeld von Edestad

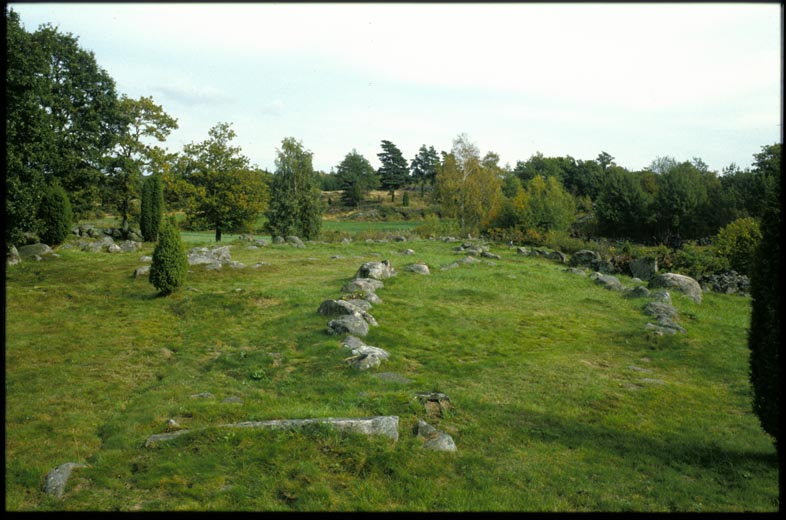
Gräberfeld von Edestad

Das west-ost-orientierte Gräberfeld von Edestad (RAÄ Nr. Edestad 86-1) liegt beim Weiler Anglemåla südöstlich von Ronneby in Blekinge in Schweden. 
Auf dem 65 × 35 m messenden Gräberfeld liegen vier Schiffssetzungen und zwei Findlinge.
Die Schiffssetzungen sind etwa 17,0 bis 31,0 m lang und 6,5 bis 8,5 m breit. Einige sind umgefallene 1,3 bis 3,7 m lange und 0,4 bis 0,6 m breite und dicke Stevensteine. An einigen Stellen fehlen die Bordsteine. Von einer Schiffssetzung ist nur die Westhälfte erhalten. Die Steine sind 2,5 bis 3,0 m lang, 0,5 bis 1,0 m breit und 0,4 bis 0,5 m dick. Die nicht zuzuordnenden Steine könnten zu weiteren Schiffssetzungen gehören. 
Ein Findling misst 1,0 × 1,5 m. Der andere Block misst 2,7 × 3,2 m und ist 1,7 m hoch.